# Marc Fesneau
Marc Fesneau (ur. 11 stycznia 1971 w Paryżu) – francuski polityk i samorządowiec, deputowany, w latach 2018–2020 minister przy premierze, od 2020 do 2022 minister delegowany, w latach 2022–2024 minister rolnictwa.

## Życiorys
Absolwent Instytutu Nauk Politycznych w Paryżu z 2003. Pracował m.in. na stanowisku dyrektorskim w izbie rolniczej departamentu Loir-et-Cher. Od 1995 wybierany na radnego miejscowości Marchenoir. W latach 2008–2017 był merem tej miejscowości.
Zaangażował się w działalność polityczną w Unii na rzecz Demokracji Francuskiej, a następnie w Ruchu Demokratycznym. W latach 2004–2010 był radnym Regionu Centralnego. Współpracował z senator Jacqueline Gourault, od 2010 do 2017 pełnił funkcję sekretarza generalnego swojego ugrupowania.
W wyborach w 2017 uzyskał mandat posła do Zgromadzenia Narodowego XV kadencji, został przewodniczącym frakcji deputowanych Ruchu Demokratycznego. W październiku 2018 dołączył do drugiego rządu Édouarda Philippe’a, objął w nim stanowisko ministra przy premierze do spraw kontaktów z parlamentem. W lipcu 2020 w gabinecie Jeana Castex objął niższe stanowisko rządowe – został ministrem delegowanym przy premierze odpowiadającym za relacje z parlamentem i partycypację obywatelską.
W 2021 wybrany na radnego Regionu Centralnego-Doliny Loary (ubiegał się wówczas także o prezydenturę tego regionu). W maju 2022 w rządzie Élisabeth Borne otrzymał pełne stanowisko ministerialne – został wówczas ministrem rolnictwa i suwerenności żywnościowej. W tym samym roku z powodzeniem ubiegał się o poselską reelekcję. Utrzymywał tę funkcję także przy rekonstrukcji gabinetu z lipca 2022 oraz w utworzonym w styczniu 2024 rządzie Gabriela Attala. W 2024 ponownie został wybrany do niższej izby francuskiego parlamentu. Urząd ministra sprawował do września 2024.

## Odznaczenia
- Komandor Orderu Zasługi Rolniczej (z urzędu, 2022)[13]
- Komandor Orderu Zasługi Morskiej (z urzędu, 2022)[14]